# 波瓦爾街

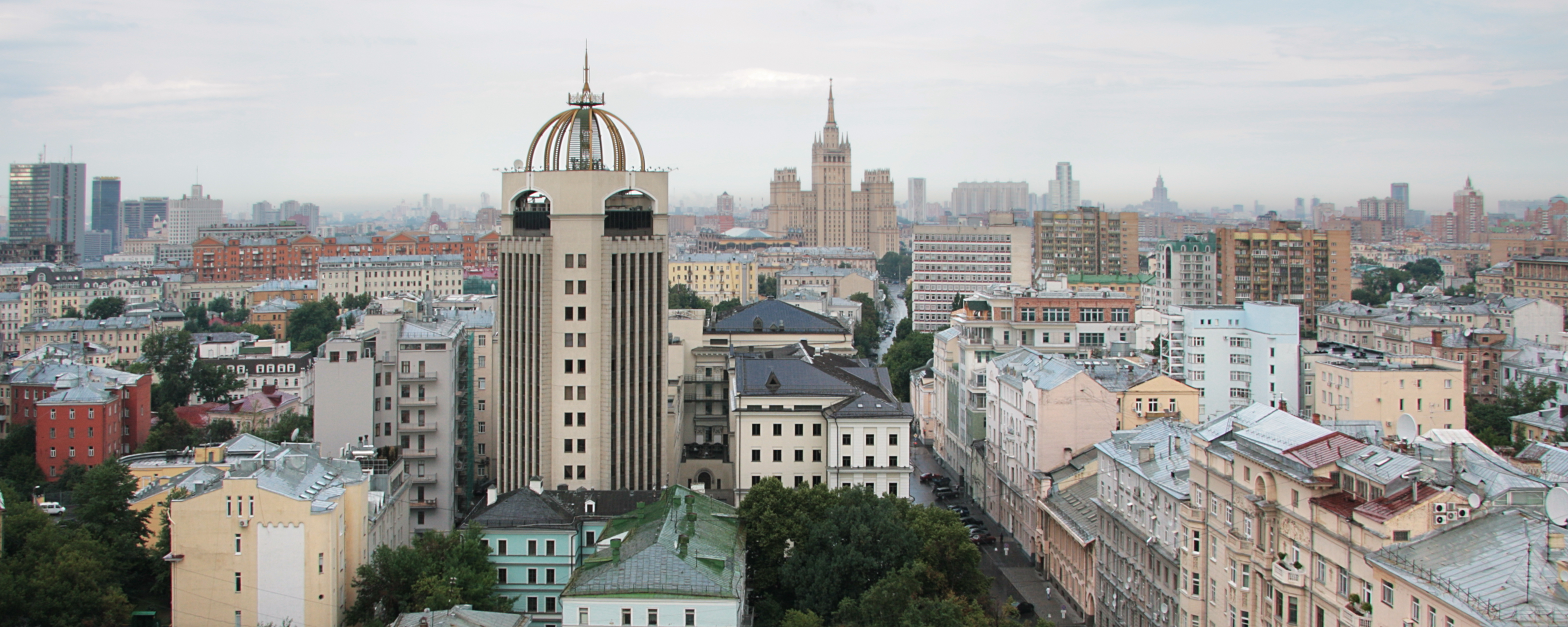
從東方俯瞰波瓦爾斯卡亞街

55°45′20″N 37°35′27″E / 55.7556666767°N 37.5908333433°E
波瓦爾街（羅馬化：Povarskaya ulitsa）是俄羅斯首都莫斯科一條街道，東起阿爾巴特廣場，西至花園環路上的庫德林廣場，長約1公里。1924至1991年間以前蘇聯外交家瓦斯拉夫‧伏羅夫斯克命名（伏羅夫斯克街）。
街道是在莫斯科通往沃洛科拉姆斯克的道路上發展起來。伊凡四世把沿路土城分給貴族，但17世紀時下層人士逐漸遷入。街道名稱原意就是俄文「廚師」的意思，附近還有麵包師巷、織枱布匠巷等。但隨著彼得大帝遷都聖彼得堡後，貴族再次佔據這條街道，使之成為上流街區至今。
沿線的重要建築包括俄羅斯最高法院、格涅辛國立音樂學院，以及塞浦路斯、紐西蘭、挪威、喀麥隆等國駐俄的大使館。

## 交通
- 阿爾巴特站（莫斯科地鐵阿爾巴特－波克羅夫卡線）
- 路障站（莫斯科地鐵塔甘卡－红普列斯妮娅线、環狀線）